# Mount Clemenceau
Mount Clemenceau är ett berg i Kanada.   Det ligger i provinsen British Columbia, i den centrala delen av landet, 3 100 km väster om huvudstaden Ottawa. Toppen på Mount Clemenceau är 3 658 meter över havet.
Terrängen runt Mount Clemenceau är huvudsakligen bergig. Mount Clemenceau är den högsta punkten i trakten. Trakten runt Mount Clemenceau är nära nog obefolkad, med mindre än två invånare per kvadratkilometer.. Det finns inga samhällen i närheten. 
Trakten runt Mount Clemenceau är permanent täckt av is och snö.